# Wilhelm Franz von Fürstenberg

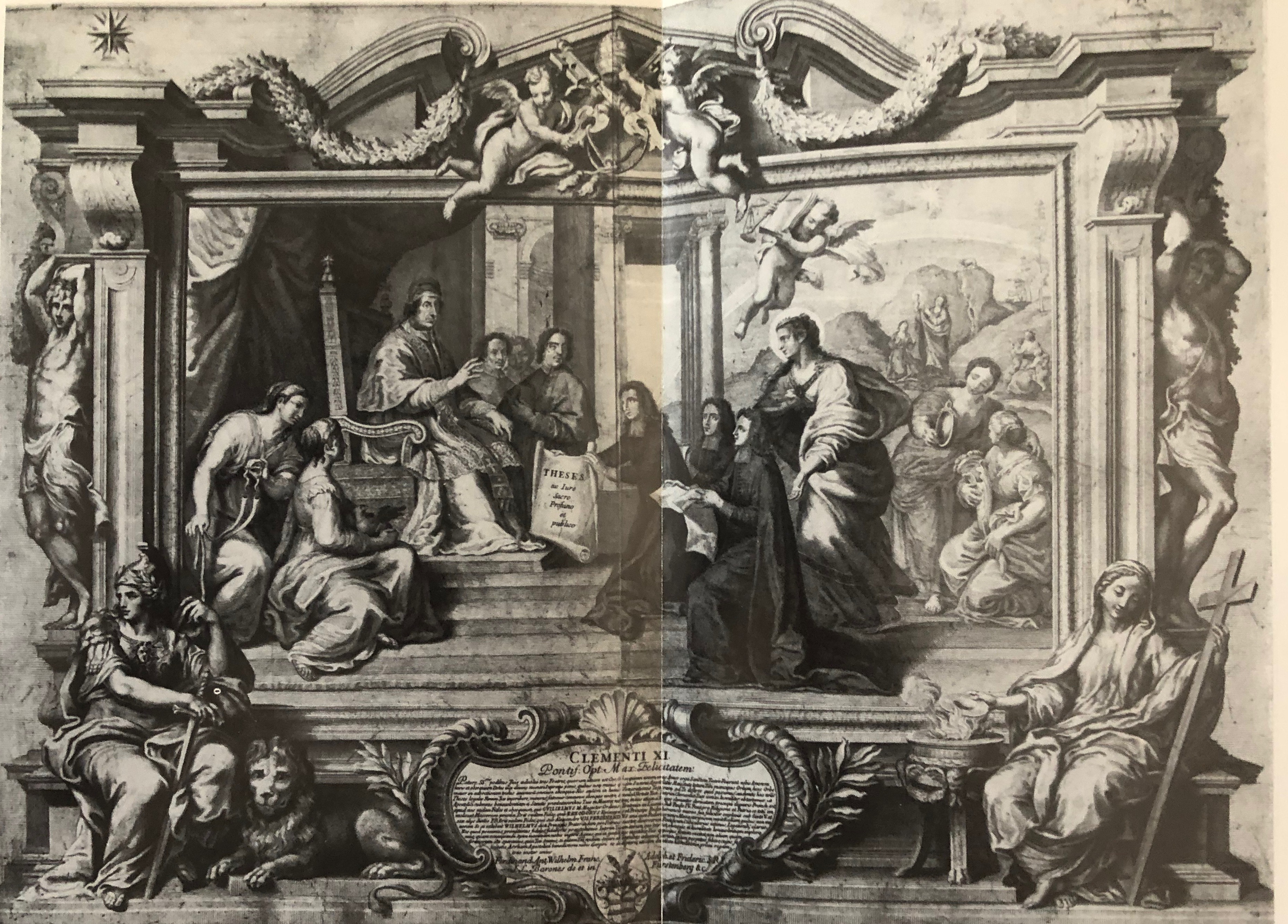
Die Domherren Ferdinand Anton, Wilhelm Franz Adolf und Friedrich von Fürstenberg überreichen Papst Clemens XI. ihre Thesen

Wilhelm Franz Adolf von Fürstenberg (* 20. Juli 1684; † 3. April 1707) war Domherr in den Domkapiteln Münster und Paderborn.

## Leben

### Herkunft und Familie
Wilhelm Franz Adolf von Fürstenberg entstammte als Sohn des Ferdinand von Fürstenberg und seiner Gemahlin Maria Theresia von Westphalen zu Laer dem Adelsgeschlecht von Fürstenberg, einem der ältesten und bedeutendsten Westfalens. Zahlreiche namhafte Persönlichkeiten aus Kirche und Staat sind aus dem Familienstamm hervorgegangen. Einer der bedeutendsten Vertreter der Familie war der Fürstbischof Ferdinand von Fürstenberg. Wilhelm Franz hatte acht Brüder und sieben Schwestern, von denen allerdings viele einen frühen Kindstod fanden. Sein Bruder Christian Franz (1689–1755) war Mitglied des Reichshofrats und Erbdroste. Hugo Franz (1692–1755), Friedrich Christian (1700–1742), Franz Egon (1702–1761), Friedrich (1685–1706) und Ferdinand Anton (1683–1711) waren Domherren in Münster und Paderborn.

### Wirken
Im Jahre 1692 erhielt Wilhelm Franz mit päpstlicher Zustimmung die Dompräbende seines Onkels Wilhelm in Paderborn. In den Jahren 1700 bis 1704 studierte er an der Julius-Maximilians-Universität Würzburg. Nach dem Verzicht des Domherrn Theodor Jobst von der Recke erhielt er eine Präbende in Münster. Von 1704 bis 1706 studierte Wilhelm in Siena. Von hier aus ging er nach Rom, um seinen todkranken Bruder Friedrich zu besuchen. Er wurde Propst an der Heilig-Kreuz-Kirche in Hildesheim. Kurz vor seinem Tod verzichtete er zugunsten seines Bruders Christian Franz auf die Paderborner Präbende.